# Bergtjärnen (Rengsjö socken, Hälsingland)
Bergtjärnen är en sjö i Bollnäs kommun i Hälsingland och ingår i Norralaåns huvudavrinningsområde.